# 堺憲一
堺 憲一（さかい けんいち、1948年〈昭和23年〉11月19日 - ）は、日本の経済史学者、前東京経済大学学長・経済学部名誉教授。専門は、近現代イタリア経済史であり、農業経済史で学位論文をまとめているが、自動車産業への関心も深く、その方面での著作もある。

## 来歴
大阪府生まれ。1971年、香川大学経済学部を卒業して、名古屋大学大学院経済学研究科に進み、1973年に経済学研究科修士課程を修了した。1976年、名古屋大学大学院経済学研究科博士課程を単位取得退学し、東京大学農学部農業経済学科助手となる。1980年、東京経済大学専任講師となり、1981年に助教授、1989年に教授へ昇任した。1989年には、「近代イタリア農業の史的展開」で名古屋大学から経済学博士を取得した。
東京経済大学では、1994年から1996年に経済学部長および大学院経済学研究科委員長、2001年から2004年に学長補佐、2006年から2008年に副学長と、要職を歴任し、2013年の学長選挙で当選して2014年から学長となった。2018年、学長を退任した。

## 著書
- 近代イタリア農業の史的展開、名古屋大学出版会、1988年
- あなたが歴史と出会うとき : 経済の視点から、名古屋大学出版会、1989年
  - あなたが歴史と出会うとき : 経済の視点から 新版、名古屋大学出版会、2009年
- 日本経済のドラマ : 経済小説で読み解く1945-2000、東洋経済新報社、2001年
- この経済小説がおもしろい! : ビジネスと人生の本質に迫る絶対オススメ78冊、ダイヤモンド社、2010年
- だんぜんおもしろいクルマの歴史、NTT出版、2013年